# ديفيد سيمان (كاتب)
ديفيد سيمان هو مؤمن معروف في المقام الأول بترويجه لنظرية مؤامرة بيتزاغيت خلال الغضب الأولي وفي السنوات اللاحقة. لقد كتب سيمان للعديد من المنشورات (بما في ذلك جيزيبل وTheStreet.com وهافينغتون بوست) حينما كان يصنف نفسه على أنه «خبير دعاية». وبحلول عام 2012، تحول سيمان إلى التوجه السياسي، حيث أطلق حملة تحررية في مجلس الشيوخ وعبر عن آرائه في بودكاست جو روغان إكسبيرينس. في عام 2016، طُرد سيمان من دوره كاتب عمود في هوفبوست لترويجه محتوى مؤامرة، بعد أن صار صوتًا رئيسيًا في مجتمع مؤامرة بيتزاغيت.

## مهنة الكتابة
عمل ديفيد كمتدرب في مجلة النساء جيزيبل. بعد ذلك، ركز على تقديم نفسه كخبير في الترويج الذاتي. وبعد تخرجه من جامعة نيويورك في عام 2008، نشر سيمان Dirty Little Secrets of Buzz: How to Attract Massive Attention to Your Business, Your Product, or Yourself مستخدمًا من يصفهم بـ«عاهرات الدعاية» لوصف كيفية الفيروسات الممتدة، بما في ذلك الحكايات حول هوارد ستيرن وتيلا تيكيلا وآن كولتر وبيل مار ودونالد ترامب. وأثناء إعداد الكتاب في عام 2007، نظم سيمان احتجاجًا بعنوان «باريس هيلتون حرة» اجتذب فيه ثلاثة متظاهرين فقط، لكنه نجح في دخول الصحف المحلية، وكانت له مقابلة مع نانسي غريس على سي إن إن، وتم التلاعب به على عروض جومي كيميل وكونان أوبراين في برنامج الوقت متأخر من الليل. أدى الحادث إلى طرد سيمان من فترة تدريبه في جيزيبل. وبالتأمل في ظهور سيمان على مسرح المؤامرة بعد عقد من الزمن، أعرب محرر سيمان في ذلك الوقت، مو تكاجيك، عن دهشته من المسار الذي سلكه سيمان، مع أنه أشار إلى أن «أفكاره كانت بالفعل سيئة وترويجية لنفسه» اعتبارًا من عام 2007.
كتب سيمان لاحقًا لموقع TheStreet.com، وهو موقع إخباري مالي. بعد ذلك، انخرط سيمان في التمويل والائتمان والعملات المشفرة، مما أدى إلى تطوير برنامج Yelp (لم يعد موجودًا الآن) لبطاقات الائتمان يسمى CreditCardOutlaw.com وانضمامه إلى كارا سانتا ماريا في بودكاست Talk Nerdy.
ومستوحيًا من اهتمامه بالعملات التي لا يمكن تتبعها، بدأ سيمان في معارضة قوانين الإنترنت مثل قانون إيقاف القرصنة على الإنترنت وقانون حماية الملكية الفكرية على أساس الخصوصية وحرية الإنترنت. ومن خلال هذه الحجج، بدأ سيمان حملة ضد النائبة الأمريكية ديبي واسرمان شولتز، الداعمة الرئيسية لهذه القوانين. أدت حملة سيمان في الكونغرس إلى دعوته الأولى كضيف على بودكاست جو روغان إكسبيرينس. حل سيمان فيما مجموعه سبع مرات على بودكاست روغان، حيث ناقش إلى حد كبير موضوعات مثل المراقبة وبيتكوين. وعندما نقل روغان بودكاسته إلى منصة البث سبوتيفاي كانت حلقاته غير مدرجة في هذه الخطوة.

## مهنة المؤامرة
في أواخر عام 2013، نشر سيمان كتابًا إلكترونيًا بعنوان كل نظريات المؤامرة المفضلة لديك خاطئة. كتب سيمان لكل من بيزنس إنسايدر ثم هافينغتون بوست. ومع ذلك، تم طرد سيمان من هافينغتون بوست بعد نشر مقال يشكك في صحة هيلاري كلينتون، باستخدام مقطع فيديو لمُنظّر المؤامرة بول جوزيف واتسون من إنفو وورز. قال سيمان في عام 2017 إن هذا الإنهاء دفعه للانخراط في مؤامرة بيتزاغيت. في ذلك الوقت من عام 2016، تسبب طرد سيمان في أن يصبح بطلًا بين مجتمع ريديت في صفحة / r / The_Donald، حيث بدأ في إنتاج مقاطع فيديو تنتقد هيلاري كلينتون واللجنة الوطنية الديمقراطية.
اعتبارًا من مارس 2017، كان لقناة سيمان على يوتيوب أكثر من 150 ألف مشترك، مع تركيز المحتوى على «عصابة النخب الشيطانية» المزعومة في مؤامرة مزعومة مع الحكومة للاتجار بالأطفال الصغار واغتصابهم. بين أكتوبر 2016، في بداية محتوى بيتزاغيت الخاص به، ومارس 2017، سجل حساب سيمان أكثر من 6 ملايين مشاهدة. في هذا الوقت، حذف سيمان العديد من مقاطع الفيديو القديمة، قائلاً إنه يخشى مقاضاته. اعتبارًا من عام 2017، كانت مقاطع الفيديو الخاصة به تحصل على ما بين خمسين ومائة ألف مشاهدة، كما أصدر أكثر من مقطع فيديو يوميًا. وإلى جانب تواجده على يوتيوب، كان لدى سيمان ما يقرب من 70 ألف متابع على تويتر اعتبارًا من عام 2017.
تم رفض استخدام سيمان لمنصة يوتيوب في فبراير 2018، وبعد ذلك نقل مقاطع الفيديو الخاصة به إلى بيتشيوت، وهو موقع بديل لبث الفيديو.
بين مارس 2017 ويونيو 2018، أطلق سيمان موقعه الإخباري المحافظ، Fulcrum News، والذي كان ينشر فيه نظريات المؤامرة المؤيدة لترامب اعتبارًا من يونيو 2018.

## العلاقة مع المجموعات الخارجية
عارض سيمان مؤمني نظرية كيو أنون وسخر من محبي كيو أنون بعد الإصدار المناهض للمناخ من تقرير مكتب المفتش العام.
بعد أن اعتذر أليكس جونز في مارس 2017 عن مشاركته في مؤامرة بيتزاغيت، وصف سيمان انسحاب جونز بأنه «وصمة عار». في عطلة نهاية الأسبوع نفسها، انضم سيمان إلى مظاهرة بيتزا وطنية في ساحة لافاييت أمام البيت الأبيض (كان الحضور بضع عشرات من الأفراد)، حيث ألقى خطابًا حول كيفية استمراره في الإيمان بالنظرية.
في 4 يوليو 2018 تم تصوير مضيفة فوكس نيوز كيمبرلي غيلفويل مع سيمان أثناء قيامه بإيماءة يد قومية بيضاء. قال سيمان إنه معجب بغيلفويل، لكن هذه كانت مجرد صورة فوتوغرافية للمعجبين، دون مناقشة بيتزاغيت. قال المتحدث باسم غيلفويل أن هذه كانت واحدة من مئات الصور.